# Die Ordnung der Dinge
Die Ordnung der Dinge. Eine Archäologie der Humanwissenschaften (frz. Originaltitel: Les mots et les choses. Une archéologie des sciences humaines) ist der Titel eines 1966 erschienenen Buchs von Michel Foucault, welches die historischen Bedingungen der Entstehung der Humanwissenschaften untersucht. Die methodische Vorgehensweise der Befragung von Wissens- und Diskursformationen, die diesem Werk zugrunde liegt, bezeichnet Foucault dabei als „Archäologie“.

## Inhalt und Ausrichtung
Der Autor will ausdrücklich keine Geschichte der Wissenschaften liefern. Es geht ihm stattdessen um die Analyse von unbewussten Grundeinstellungen der wissenschaftlich Tätigen in der Zeit von der Renaissance bis zur Gegenwart – kurz um eine „Archäologie“ jener „eingegrabenen“ Faktoren, die in der klassischen „Wissenschaftsgeschichte“ keine Berücksichtigung finden und doch zugleich wissens- und ordnungsstiftenden Charakter aufweisen. Er sieht für diese fünf Jahrhunderte keine Kontinuität in der wissenschaftlichen Fragestellung, sondern zwei vollständige Brüche, und zwar einmal in der ersten Hälfte des 17. Jahrhunderts und das andere Mal um das Jahr 1800. Foucaults Untersuchungen zeigen das jeweils völlig neuartige Denken auf drei charakteristischen Wissensgebieten: Menschliche Sprache, Vielfalt der Lebewesen und das Wirtschaften der Menschen.

„Dieses Buch sollte nicht als symptomatologische, sondern als vergleichende Studie gelesen werden. Ich hatte nicht die Absicht, auf der Grundlage eines bestimmten Wissenstyps oder eines Ideenkorpus das Bild einer Zeit zu zeichnen oder den Geist eines Jahrhunderts zu rekonstruieren. Vielmehr wollte ich ganz bestimmte Elemente – das Wissen über Lebewesen, über die Gesetze der Sprache und über ökonomische Zusammenhänge – für einen Zeitraum, der sich vom 17. bis ins 19. Jahrhundert erstreckt, darstellen und in einen Zusammenhang mit dem philosophischen Diskurs dieser Zeit bringen. Es sollte keine Analyse des klassischen Zeitalters insgesamt oder einer bestimmten Weltanschauung werden, sondern eine streng »regionale« Untersuchung.“

Er beginnt mit einer angeblich klassisch chinesischen Taxonomie, die tatsächlich einem Konstrukt Jorge Luis Borges’ entsprang. Das 2. Kapitel ist der Denkweise der Renaissance (in Frankreich: das 16. Jahrhundert) gewidmet. Die damaligen Forscher suchen nach äußerlich offensichtlichen Ähnlichkeiten zwischen den Dingen, die sich grundsätzlich im gesamten Universum befinden können. Die Analogien zwischen Makrokosmos und Mikrokosmos sind beispielsweise eine der leitenden Ideen.
In den Kapiteln 3 bis 6 zeigt Foucault für das klassische Zeitalter im Frankreich des 17. und 18. Jahrhunderts (sozusagen für die Barockzeit) das wissenschaftliche Bemühen um vollständige Übersichten aller Kenntnisse in einer Art Tableau. Stichwörter sind Taxonomie und Klassifikation. Das bisherige Anhäufen von naturgemäß ungenauen Ähnlichkeitsbeziehungen genügt nicht mehr; stattdessen steht der Sinn nach eindeutigen „Identitäten oder Differenzen“.
Das bedeutet für die Untersuchung der eigenen Nationalsprache eine sogenannte „allgemeine Grammatik“: Wörter und Sätze sollen die Dinge exakt „repräsentieren“, eine sprachliche Ordnung soll den Weltdingen klare Merkmale zuordnen. Naturforscher ihrerseits entwickeln ordentliche, fixe Systematiken, wo jedes Lebewesen seine präzise Stelle zugewiesen bekommt (exemplarisch: das Werk von Carl von Linné). Entsprechend für die Analyse der Reichtümer werden diese nun genau in Geldwerten ausgedrückt (egal, ob es die Theorien von Merkantilismus oder Physiokratismus sind).
Die Kapitel 7 und 8 stellen dar, wie um 1800 anstelle der „allgemeinen“ Grammatik, der sogenannten „Naturgeschichte“ und der traditionellen Analyse der Reichtümer grundlegend neue Wissenschaften entstehen, und zwar die Philologie, die eigentliche Biologie und die Politische Ökonomie. Die Philologen untersuchen nunmehr sehr genau das Funktionieren der verschiedenen Sprachen mit ihren Konjugations- und Deklinationsendungen, mit historischen Lautverschiebungen und Ablautreihen. So erkennen sie die Geschichtlichkeit und Verwandtschaft der Sprachen. Die Biologen starren nicht mehr auf oberflächliche Unterschiede der Tiere, sondern sie vergleichen sie anatomisch und untersuchen deren verborgene Organsysteme. Dabei bemerken sie ebenfalls die Geschichtlichkeit des Lebens. Die Ökonomen entdecken endlich die zentrale Bedeutung der menschlichen Arbeit als die Quelle jedes Wertes und zugleich die historischen Formen der Produktion. So rückt zu dieser Zeit mehr und mehr der Mensch selber – als derjenige, der spricht und lebt und arbeitet – in das Blickfeld der Forschenden.

### „Die Humanwissenschaften“
Erst im 9. und 10. (und damit letzten) Kapitel kommt Foucault deshalb auf den Menschen als Objekt der im 19. Jahrhundert entstehenden „Humanwissenschaften“ zu sprechen, von denen im Untertitel des Buches die Rede ist und worunter Foucault Psychologie, Soziologie und Kultur-, Ideen- sowie Wissenschaftsgeschichte versteht. Im 20. Jahrhundert konstituieren sich weitere Wissensformen: die Linguistik, die Ethnologie und die Psychoanalyse. Diese zeigen einerseits die eigentlich anonymen Strukturen von Sprachen und Kulturen und andererseits das Unbewusste im Handeln der Menschen, sodass von einem freien, selbstbestimmten Individuum beziehungsweise einem souveränen Subjekt kaum mehr gesprochen werden kann. Deshalb spricht Foucault in den letzten Worten des Buches vom Verschwinden des Menschen „wie am Meeresufer ein Gesicht im Sand“.
Die zugrundegelegte diskursanalytische Methode hat Foucault später mehrfach – am ausführlichsten in Archäologie des Wissens (1969) – dargestellt.

## Ausgabe in deutscher Sprache
- Michel Foucault: Die Ordnung der Dinge. Eine Archäologie der Humanwissenschaften (Les mots et les choses, 1966). Aus dem Französischen von Ulrich Köppen. Inhaltsverzeichnis Reprint 2003 Frankfurt am Main: Suhrkamp. 1. Auflage 1974. ISBN 3-518-27696-4.

- Michel Foucault: Schriften in vier Bänden. Dits et Ecrits. Band II: 1970–1975. Herausgegeben von Daniel Defert und Fançois Ewald unter der Mitarbeit von Jacques Lagrange. Aus dem Französischen von Reiner Ansén, Michael Bischoff, Hans Dieter Gondek, Hermann Kocyba und Jürgen Schröder. 2. Auflage. Frankfurt am Main 2014.